# メルエンラー2世
メルエンラー2世(メルエンラー・ネムティエムサク2世)とは、エジプト第6王朝の6代ファラオである。ペピ2世の息子であり、父から王位を継いだが、在位僅か1年で王位を失った。弟のネチェルカラーが王位を継いだ。
| スタブアイコン | サブスタブ | この項目は、まだ閲覧者の調べものの参照としては役立たない、人物に関連した書きかけの項目です。この項目を加筆・訂正などしてくださる協力者を求めています（P:人物伝/PJ:人物伝）。 |